# Tiếng Lambadi
Tiếng Lambadi hay tiếng Gor-bol, còn được gọi là tiếng Banjara, là ngôn ngữ được sử dụng bởi người Banjara du mục trên khắp Ấn Độ và nó thuộc ngữ chi Ấn-Arya. Ngôn ngữ không có chữ viết bản ngữ.

## Tên khác
Ngôn ngữ còn được gọi bằng các tên khác:
- Lamani, Lamadi, Lambani, Labhani, Lambara, Lavani, Lemadi, Lumadale, Labhani Muka
- Banjara, Banjari, Bangala, Banjori, Banjuri, Brinjari, Vanjari, Wanji
- Gohar-Herkeri, Goola, Gurmarti, Gormati, Kora, Singali, Sugali, Sukali, Tanda.

## Chữ viết
Các phương ngữ được phân chia giữa Banjara ở Maharashtra (viết bằng chữ Devanagari), Karnataka (viết bằng chữ Kannada), Tamil Nadu và Telangana (viết bằng chữ Telugu). Có một số người nói song ngữ với tiếng Telugu, tiếng Kannada hoặc tiếng Marathi.
Tỷ lệ biết chữ của người Banjara thấp. Gần đây, một chữ viết dành riêng cho ngôn ngữ đã được phát triển bởi Giáo sư S. Prasanna Sree của Đại học Andhra, Visakhapatnam, Andhra Pradesh. Prasanna Sree đã phát triển chữ viết dựa trên các chữ viết Ấn Độ hiện có cho một số âm vị chung cho các ngôn ngữ địa phương khác, nhưng với các bộ ký tự khác nhau cho mỗi ngôn ngữ liên quan.
- Nó có 13 nguyên âm, tùy thuộc vào hệ thống ký tự, có thể đơn lẻ (ở đầu âm tiết) hoặc kết hợp: a aa e ee u uu ae aaae i o oo ou aum auh
- Và 21 phụ âm, có thể ngắn hoặc dài (có ký hiệu khác nhau): ka gha gna cha já ta da tha dha na pa bha ma ya ra la va sa ha